# サン・ヴァレンティーノ・トーリオ
サン・ヴァレンティーノ・トーリオ（伊: San Valentino Torio）は、イタリア共和国カンパニア州サレルノ県にある、人口約11,000人の基礎自治体（コムーネ）。

## 地理

### 位置・広がり

#### 隣接コムーネ
隣接するコムーネは以下の通り。括弧内のNAはナポリ県所属を示す。
- ノチェーラ・インフェリオーレ
- パガーニ
- ポッジョマリーノ (NA)
- サン・マルツァーノ・スル・サルノ
- サルノ
- スカファーティ
- ストリアーノ (NA)